# 高階峯緒
高階 峯緒（たかしな の みねお）は、平安時代初期から前期にかけての貴族。左大臣・長屋王の玄孫。従五位上・石見王の子。官位は従四位上・神祇伯。

## 経歴
承和11年（844年）高階真人姓を与えられ臣籍降下する。承和13年（846年）従五位下・下野介に叙任される。その後も伊予守・肥後守・近江介と仁明朝末から文徳朝にかけて地方官を歴任し、この間嘉祥2年（849年）従五位上、斉衡2年（855年）正五位下と順調に昇進している。
文徳朝末の斉衡4年（857年）左中弁に転じると、大蔵権大輔・大蔵大輔と清和朝初頭にかけて京官を務め、貞観2年（860年）には従四位下に昇叙される。
貞観3年（861年）丹波守に転任すると、伊勢権守・山城守と再び地方官を歴任し、貞観10年（868年）正月に従四位上に叙せられている。同年2月神祇伯。

## 官歴
注記のないものは『六国史』に基づく。
- 承和11年（844年） 日付不詳：臣籍降下（高階真人姓）[1]
- 承和13年（846年） 正月7日：従五位下。正月13日：下野介
- 嘉祥2年（849年） 正月7日：従五位上
- 嘉祥4年（851年） 正月11日：伊予守
- 仁寿4年（854年） 11月27日：伊予守
- 斉衡2年（855年） 正月7日：正五位下。正月15日：肥後守
- 斉衡3年（856年） 正月12日：近江介
- 斉衡4年（857年） 正月14日：左中弁。11月25日：大蔵権大輔
- 天安2年（858年） 2月5日：大蔵大輔
- 貞観2年（860年） 11月16日：従四位下
- 貞観3年（861年） 正月13日：丹波守。5月20日：伊勢権守
- 貞観10年（868年） 正月7日：従四位上。正月16日：山城守。2月17日：神祇伯

## 系譜
- 父：石見王
- 母：不詳
- 妻：不詳
  - 男子：高階令範[2]
  - 男子：高階茂範
  - 男子：高階佐文